# Emile Daems
Emile Daems (født 4. april 1938, død 17. oktober 2024) var en professionel landevejscykelrytter fra Genval, Belgien.